# Oedarnaja strojka
Oedarnaja strojka (Russisch: ударная стройка; "stootbouwwerk") was een object dat werd gebouwd in de Sovjet-Unie waaraan alleen de 'gevorderden' van de sovjet-samenleving mochten deelnemen (de stootarbeiders); de klassebewuste communisten, leden van de Komsomol en niet-partijleden die zich positief hadden bewezen. 
Er waren twee vormen: 
- strojka kommoenizma ("communistisch bouwwerk") - een object waaraan alle leeftijdscategorieën van bovenstaande groepen mochten deelnemen
- oedarnaja komsomolskaja strojka (OeKS; "stootbouwwerk van de Komsomol") - een object dat onder patronage stond van de Komsomol

De instelling van de 'werkbrigades' voor de oedarnaja strojka's was gebaseerd op het idee dat door een combinatie van werkprestaties en betere werkorganisatie een veel hogere productie kon worden geleverd (zie ook stachanovist). Dit werd gefaciliteerd door het meestal lage niveau van mechanisatie. In het kader van de socialistische wedijver konden stootarbeiders zich onderscheiden door mee te doen aan de bouw van een stootbouwwerk.
Voorbeelden van dergelijke bouwwerken zijn de DnjeproGES (waterkrachtcentrale), Bratskaja GES (waterkrachtcentrale), Witte Zeekanaal, de stad Magnitogorsk, de Baikal-Amoerspoorweg en Vostotsjny port.
Tegen het einde van de Sovjet-Unie waren bijna alle oedarnaja strojka's van het type OeKS. De status van OeKS werd toegekend door een gezamenlijk besluit van de sovjets, de partij en organen van de Komsomol, die bepaalde voorrechten en voordelen verleenden. Het bijeenbrengen van vrijwilligers voor een OeKS vond plaats binnen de Orgnabor (georganiseerde werkrekrutering), maar vaker binnen de Komsomoloproep (op basis van de Komsomolpas). Actieve deelnemers aan OeKS'en van de jaren 1950-80 waren leden van de strojotrjad ("bouwafdeling"), zoals de studentenbouwafdelingen (SSO's). In de jaren 1980 werden jeugdwooncomplexen (MZjZj's) gebouwd door leden van de KMSO (jeugdbouwbrigades van de Komsomol).